# Campo de concentração de Gurs

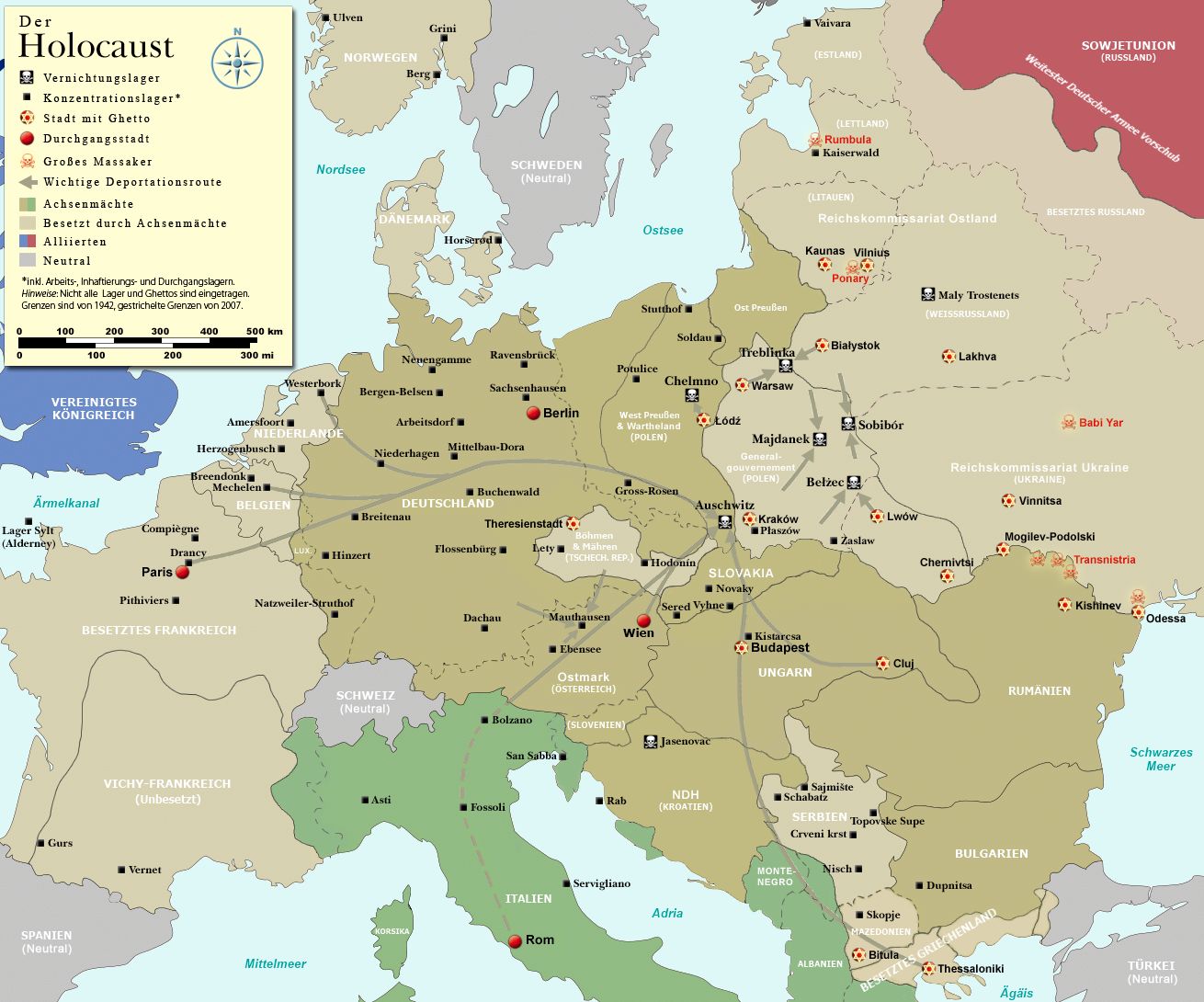
Mapa com a localização do campo de Gurs, no contexto da Europa ocupada (ver: Lista dos campos de concentração e extermínio nazistas).

O campo de concentração de Gurs, criado como campo de refugiados espanhóis na França em 1939 por motivos da guerra civil espanhola, foi convertido a partir de 1940 em campo de concentração.
Estava situado na localidade francesa de Gurs (Pirenéus Atlânticos). Foi começado a construir pelo governo francês em março de 1939 pela sua proximidade ao País Basco, estava previsto para albergar a refugiados procedentes desta região, após a queda da frente da Catalunha. Contudo, devido à avalancha de refugiados espanhóis que entravam na França por esta fronteira, as autoridades francesas tiveram de ampliar  o campo e internaram nele todo tipo de combatentes procedentes da Espanha republicana. Foi o campo de internamento mais importante da França.
Ao começar a Segunda Guerra Mundial, o governo francês internou nele cidadãos alemães e de outros países considerados afins a este, assim como franceses considerados perigosos pelas suas ideias políticas e presos por delitos comuns trasladados de cárceres próximas à frente de guerra.
Após o armistício assinado com a Alemanha Nazista em 1940 pelo governo de Vichy, este campo foi empregue como campo de concentração para judeus de qualquer nacionalidade, exceto francesa, e pessoas consideradas perigosas pelo governo; também durante um breve tempo acolheu judeus alemães enviados desde a Alemanha pelo governo nazista até este determinar o que fazer com eles. Após a libertação da França, foram internados brevemente em Gurs prisioneiros de guerra alemães, colaboracionistas franceses e incluso combatentes espanhóis que participaram na resistência contra a ocupação alemã, mas cuja decidida vontade de terminar com a ditadura franquista tornava-os perigosos aos olhos dos Aliados, antes do seu fecho definitivo em 1946.
O Campo de Gurs permaneceu em funcionamento durante sete anos (1939–1946), sendo o de maior duração na França.

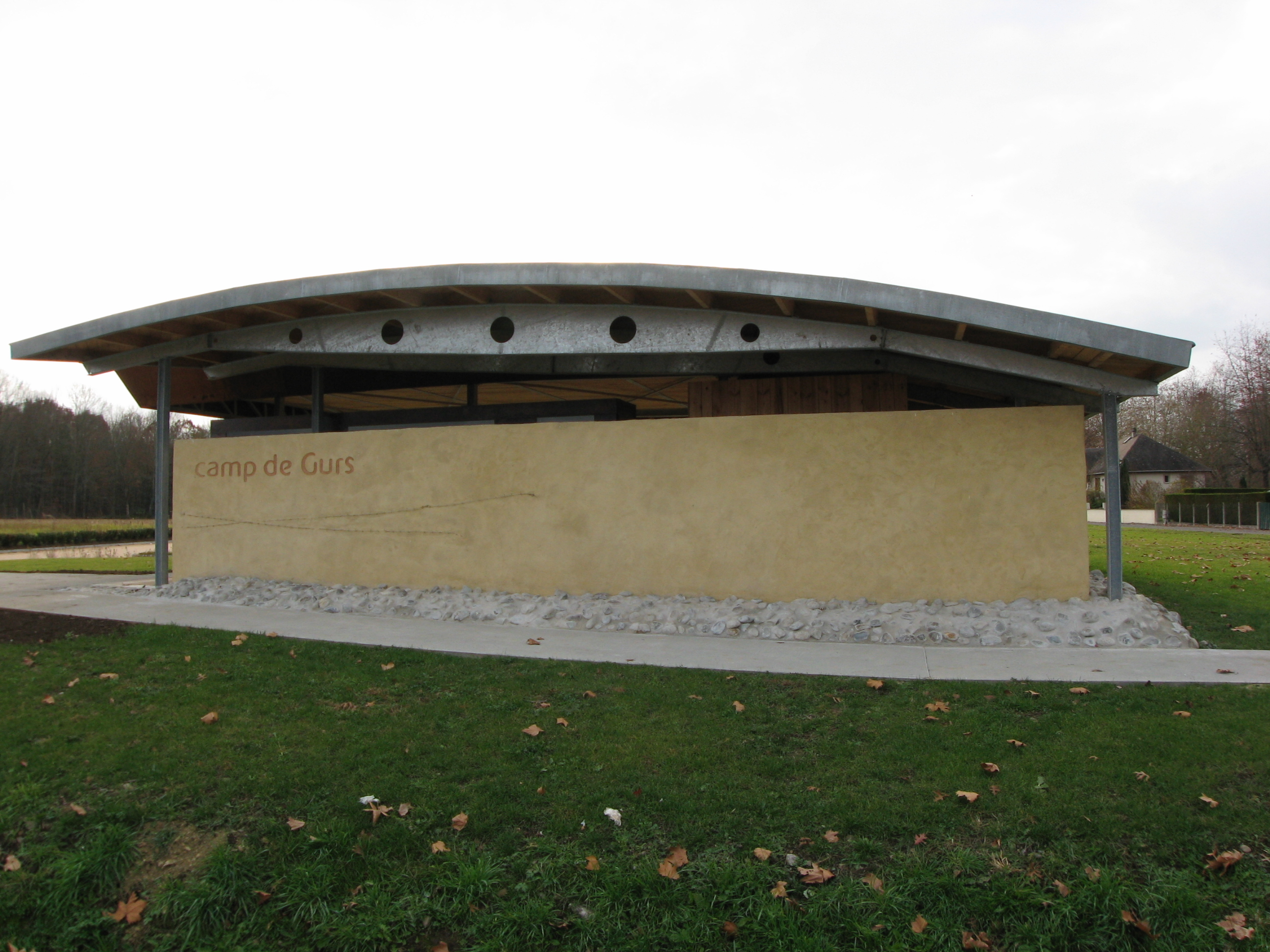
Memorial, Gurs, 2007

## O campo
Foi construído junto a Gurs, na região da Aquitânia do departamento dos Pirenéus Atlânticos, 84 km a leste da costa atlântica e 34 km a norte da fronteira espanhola.
Para o local foi escolhido um cerro alongado, de terra argilosa, cuja utilidade agrícola era praticamente nula: um pouco de milho e devessa para gado vacum. A construção começou a 15 de março de 1939, e estava ainda incompleta quando o primeiro grupo de refugiados bascos, procedentes do campo de Argelès-Gazost, chegou ao campo a 4 de abril.

## Condições
O campo media cerca de 1400 m de comprimento por 200 de largura, totalizando uma área de 28 hectares, e era atravessado por uma única rua. A ambos os lados desta rua foram cercadas parcelas de 200 metros de longo e 100 de largo, chamadas ilots ("ilhotes"), sete a um lado e seis ao outro. As parcelas estavam separadas da rua e entre si por alambradas. Estas eram dobres pela parte traseira, formando um corredor pelo qual circulavam os guardas do exterior.
Em cada parcela foram montados 30 barracões, ao todo 382. Este tipo de barracões fora inventado pelo exército francês durante a Primeira Guerra Mundial. Instalados então perto da frente mas fora do alcance da artilharia inimiga, serviam para acolher durante alguns dias aos soldados que chegavam dos seus quartéis e aguardavam a atribuição da trincheira que teriam de defender. Não estavam providos de janelas nem de outra ventilação. Não protegiam do frio. Não tinham armários e adormeciam sobre sacos cheios de palha colocados sobre o chão. Cada barracão tinha uma superfície de 25 m2 e na máxima ocupação do campo, em cada barracão chegaram a alojar-se 60 pessoas.
A comida era escassa e péssima, um dos seus internos referia:
| “ | Viviamos tão mal que estivemos oito dias em greve de fome e aquele que comia algo acabava no hospital de Pau da paliza que lhe davam. E acabaram setenta. Quando nos prometeram melhoras, abandonamos a greve e uma hora depois nos levaram esposados a Bordéus a outro barracão pior. | ” |

| “ | Dormíamos em cima de sacos de palha ou no chão, comíamos raízes e o medo era permanente... Vinham levar os judeus para Auschwitz. Sempre temíamos que viessem por algum de nós. | ” |

Não havia serviços sanitários regulares, nem existia água corrente nem saneamento. O campo não estava drenado. Devido à cercania do Atlântico, a zona recebe muita chuva, o que fazia que o campo argiloso fosse, excetuando os meses de verão, um permanente barrizal. Pedaços de arame que foram desprovidos dos seus espinhos, foram tendidos entre os barracões, os asseios e as retretes para, a modo de corrimão, facilitar o trânsito das pessoas.
Em cada ilot existiam rudimentares asseios, não muito diferentes de bebedouros para animais, e um travado de cerca de 2 metros de altura, aos quais se acedia mediante peldanos e sobre os quais estavam construídos os retretes. Sob deste travado estavam colocadas grandes tinas que recolhiam os excrementos. As alambradas tinham uma altura de 2 metros; não estavam eletrificadas, nem havia torres de vigilância. O regime de internamento era diferente ao de um campo de concentração dos considerados como de trabalho ou de extermínio; não se realizavam trabalhos forçados, não houve execuções nem sadismo por parte dos guardas.
Ao redor do campo foram construídas as dependências para alojar a administração e o corpo de guarda. A administração e custódia do campo esteve sob comando militar até o Outono de 1940, passando à administração civil ao instalar-se o regime de Vichy.

## Exílio republicano espanhol
Os reclusos exilados que chegaram por causa da Guerra Civil Espanhola, foram diferenciados em quatro grupos:
BrigadistasTinham pertencido às Brigadas Internacionais lutando pela República espanhola. Pelas suas nacionalidades (alemães, austríacos, checos, etc.) não era possível voltarem para os seus países de origem. Uns conseguiram fugir e outros acabaram por se alistar na Legião Estrangeira Francesa. Foram o segundo grupo mais numeroso na primeira etapa do campo.
BascosEram principalmente membros do Exército Basco que foram resgatados do cerco de Santander e trasladados por mar para a zona republicana, continuaram a luta contra o franquismo fora da sua terra. A sua composição ideológica era plural, embora dominada pelo PNV. Pela cercania em Gurs com a sua terra de origem, praticamente todos conseguiram encontrar cedo avais para abandonar o campo e procurar trabalho e refúgio na França.
O Governo francês concebera o campo de Gurs para concentrar refugiados bascos. O grupo mais numeroso, cerca de cinco mil, procedia do campo de Argelès-sur-Mer; a 10 de maio de 1939 havia em Gurs 18 985 prisioneiros, dos quais 6555 eram bascos.
Segundo testemunhos contemporâneos, o "ilhote dos bascos" era o que recebia melhor trato:
| “ | As condições eram críticas, morriam centenas de pessoas embora os bascos estávamos à parte e melhor; de fato éramos os únicos que comíamos quente. | ” |

Posteriormente, a metade dos bascos foram trasladados para fábricas próximas a Paris, para realizar trabalhos na Linha Maginot ou para a frente, sob a ameaça da repatriação à Espanha franquista. Em junho de 1940 apenas ficavam cerca de 800 prisioneiros e, frente do avanço alemão, abandonaram o "Ilhote C", onde estavam concentrados, e emigraram na sua maioria para a América do Sul, estabelecendo colônias de exilados bascos nestes países. Muitos dos membros trasladados para a Línea Maginot foram feitos prisioneiros pelos nazis e acabaram no campo de concentração de Mauthausen, onde foram exterminados ou tiveram cativos durante cinco anos.
AviadoresEram membros do pessoal de terra da aviação republicana. Ao terem ofício mecânico, foi-lhes fácil encontrar trabalho e, portanto, poder abandonar o campo.
EspanhóisPessoas de nacionalidade espanhola que não encaixavam em alguma das anteriores categorias. Eram na sua maior parte agricultores e de ofícios pouco reclamados. Não tinham ninguém na França que se interessasse por eles. Eram uma carga para o governo francês e por isso este animou-os, de acordo com o governo franquista, a que voltassem para Espanha. Assim o fez a grande maioria, sendo entregues em Irún às autoridades franquistas, desde onde eram trasladados ao campo de Miranda de Ebro para a sua "depuração de responsabilidades políticas".

## Os "indesejáveis"
Ao começar a Segunda Guerra Mundial, o governo francês decidiu empregar também o campo para alojar cidadãos de países inimigos. O primeiro contingente, quase na íntegra mulheres e crianças, chegou a Gurs a 21 de maio de 1940, onze dias depois que o governo alemão iniciasse a sua campanha ocidental com a invasão dos Países Baixos. Aos espanhóis e brigadistas que ainda permaneciam no campo, somaram-se:
- alemães que se encontravam na França, sem importar a sua etnia nem orientação política, em condição de estrangeiros cidadãos de uma potência inimiga. Entre eles destacava o importante número de judeus alemães que fugiram precisamente do regime nazista;
- cidadãos de países que estavam na órbita do Reich, como Áustria, Checoslováquia, Itália ou Polônia;
- ativistas franceses de esquerda (sindicalistas, socialistas, anarquistas e, especialmente, comunistas), aos quais se tinha por perigosos frente do pacto soviético-alemão; os primeiros destes chegaram a 21 de junho de 1940, e a maioria foi rulocalizada em outros campos antes do fim do mesmo ano;
- pacifistas que recusavam a trabalhar na indústria de guerra;
- representantes da extrema direita francesa que simpatizavam com o regime nazista;
- presos comuns evacuados frente do avanço alemão de cárceres situadas ao norte do país;
- presos por delitos comuns, na espera de juízo.

Ao contrário dos refugiados espanhóis, pelos quais se sentira geralmente simpatia, os internos da segunda onda foram conhecidos como les indesirables, ("os indesejáveis") pelos habitantes das localidades próximas.

## Regime de Vichy
Com o armistício entre a França e a Alemanha em junho de 1940, a região na que se encontrava situado o campo fez parte do território governado pelo governo de Vichy, passando à autoridade civil. O comandante militar, antes de entregar o controle, queimou os arquivos para dificultar ao novo governo francês a localização e perseguição dos reclusos que, avisados da mudança de autoridade, fugiram, desaparecendo entre a população francesa. No entanto, ao ser queimados os arquivos, após finalizar a guerra a muitos ex-reclusos foi-lhes difícil reclamar as compensações que lhes correspondiam por estar encerrados.
Os alemães afins do regime nazista foram libertos entre 21 de agosto —data da chegada a Gurs da comissão inspetora enviada pelo governo alemão— e outubro. O governo de Vichy usou a seguir o campo de Gurs para encerrar nele:
- dissidentes políticos;
- judeus não nacionalizados franceses;
- judeus alemães deportados pelas SS desde a Alemanha;
- pessoas que cruzaram ilegalmente a fronteira desde a zona ocupada pelos alemães;
- espanhóis que fugiam da Espanha franquista;
- espanhóis que já estiveram no campo e, libertos no Outono de 1940, vagavam pelo país sem ocupação;
- espanhóis procedentes de outros campos fechados por se tornar inabitáveis ou por causa do seu escasso contingente;
- apátridas;
- pessoas do ambiente da prostituição;
- homossexuais;
- pessoas de etnia cigana;
- indigentes.

## Judeus deportados de Baden
Em outubro de 1940 chegou a época mais penosa do campo. O Gauleiter ("governador") nazi da região de Baden na Alemanha fora nomeado também Gauleiter da vizinha região francesa da Alsácia. Em Baden residiam cerca de 7500 cidadãos alemães de raça judaica; pertenciam à classe media, empregues principalmente no setor de serviços como sanidade, banca e comércio, e antigos funcionários públicos que foram apartados por pertencerem a esta raça. Eram em grande parte pessoas maiores, muitos já jubilados, pois os novos e de idade média fugiram da Alemanha ou desapareceram nos campos de concentração nazistas.
Ao ter o Gauleiter notícia de que o campo de Gurs estava muito vazio, a 25 de outubro de 1940 ordenou realizar uma evacuação forçosa da maioria dos judeus de Baden (entre 6500 e 7500, segundo as fontes) para Gurs na chamada Operação Bürckel, ficando encerrados ali sob administração francesa. Durante o ano que permaneceram no campo, mais de um milhar pereceu vítima de doenças, má nutrição e pessimismo.
Cerca de 700 conseguiram escapar e cerca de 2000 obtiveram finalmente visados para emigrar. Os outros 5500 acabaram sendo trasladados para os campos de concentração da Polônia que se tornaram pouco depois em campos de extermínio.
A deportação dos judeus alemães para Gurs em outubro de 1940 é um caso estranho na história do holocausto. Trata-se da única deportação de judeus realizada para oeste da Alemanha pelo regime nazista.
Não foram obtidas notas precisas sobre os motivos desta deportação. Somente existe a suspeita de que pudesse ter sido para pôr em funcionamento o chamado Plano Madagascar, que previa trasladar toda a população judaica da Europa para a ilha homônima. Mas o mais provável foi que Bürkel quis cumprir depressa o desejo de Hitler de não ver mais judeus alemães na Alemanha.

## Organizações de ajuda
Ao pouco de chegar os primeiros bascos em 1939, o Governo Basco no exílio auxiliou-os e, a partir de 20 de dezembro de 1940, várias organizações começaram a socorrer os internados, assim o Socorro Suíço, organizações judaicas francesas toleradas pelo regime de Vichy e organizações protestantes, como os quakers, CIMADE e YMCA. Apesar de se encontrar situado o campo numa zona na que os habitantes na sua grande maioria professam o catolicismo, nenhuma única organização católica ofereceu a sua ajuda. A 15 de fevereiro de 1941 somar-se-ia a Oeuvre de Secours aux Enfants ("Obra de Socorro às Crianças"), que instalaria um posto médico e obteria licença para retirar de Gurs a numerosas crianças, que alojaria em casas particulares francesas.
Em setembro de 1942, a resistência francesa assaltou a armaria do campo, levando-se a pilhagem obtida num camião.

## A vida no campo
Não era difícil fugir do campo: nem os alambrados eram muito densas nem a vigilância muito severa. No entanto, mal vestidos, sem dinheiro, sem conhecimento do idioma do país, os que fugiam eram encontrados cedo e devolvidos para o campo. Aqui eram internados como castigo durante um tempo no ilot chamado "dos retaliados". Em caso de reincidência, eram enviados para outro campo. Mas quando se contava com ajuda exterior, a fuga tinha sucesso, em especial para Marselha, cidade na que existia um serviço para facilitar a fuga para Espanha, Portugal e norte da África, financiado por organizações estaduninses. Foram 755 os que fugiram com êxito.

## Cultura
De 1939 a Outono de 1940, o idioma que dominou no campo foi o espanhol devido à grande presença de exilados republicanos espanhóis, o que favoreceu a sua unidade de atuação, apesar de cada "ilhote" estar incomunicado oficialmente dos demais.
Os reclusos bascos criaram uma orquestra e construíram um campo de desportos. Posteriormente, com a chegada dos "indesejáveis" a partir de março de 1941, o idioma que dominava era o alemão. Entre eles encontravam-se numerosos artistas que contribuíram para os "centros culturais" que se foram criando numa barraca de cada "ilhote"; neles eram realizadas representações musicais e teatrais
Os alemães das Brigadas Internacionais editaram um jornal em alemão com o nome de Lagerstimme K.Z. Gurs do qual houve mais de 100 edições. Os habitantes dos lugares vizinhos podiam acercar-se ao campo e vender alimentos aos reclusos. Durante algum tempo, o comandante permitiu que mulheres reclusas saíssem do campo para comprar provisões. Havia serviço de correio bem como, ocasionalmente, visitas.
Entre os reclusos ilustres deste campo destaca-se Hannah Arendt, teórica política judaica ou o escritor Jean Améry (pseudônimo de Hans Mayer). Numerosos testemunhos relatam as penalidades sofridas neste campo.

## A libertação
Ao retirar-se os alemães da zona por causa do avanço da invasão aliada na França, os novos responsáveis franceses encerraram em Gurs paisanos acusados de ter colaborar com os ocupantes alemães, bem como espanhóis que, tendo encontrado refúgio na França e lutado na resistência francesa, visavam agora travar um conflito armado na fronteira franco-espanhola. Não interessando à França, teve durante um curto tempo encerrados estes espanhóis em Gurs. Segundo o historiador francês Claude Laharie, após o insucesso da Operação Reconquista levada a cabo pelo maquis, 1475 guerrilheiros foram internados brevemente em Gurs em 1945. Brevemente alojou também a prisioneiros de guerra alemães.

## O campo de Gurs na atualidade
O campo foi desmantelado em 1946. O cerro foi-se cobrindo de mato. Veem-se umas poucas pedras que eram caminhos e bases dos barracões.

## L'Amicale e L'Appel de Gurs
Ao cumprir-se em 1979 o 40º aniversário da criação do campo, jovens da região começaram a difundir a história do esquecido campo mediante conferências às quais convidaram antigos recluídos. O fato teve difusão na imprensa francesa, alemã e espanhola; como consequência, ao ano seguinte reuniram-se em Gurs em 20 e 21 de junho um centenar de antigos detidos, chegados de numerosos países, bem como pessoas que pertenceram à Resistência francesa e sobreviventes de campos de extermínio, criando a associação L'Amicale de Gurs (Os Amigos de Gurs). Elaboraram o comunicado L'Apell de Gurs (A Chamada de Gurs).
Desde essa data celebra-se anualmente em Gurs uma comemoração na qual participam organizações judaicas, representantes de cidades de Baden, ex-reclusos ou os seus familiares.

## Estado atual
No campo foi reconstruído um pavilhão de seção triangular, como testemunho dos centenas de pavilhões idênticos a este modelo que foram habitação dos encerrados. Uns monumentos recordam o campo de Les Gursiens, como os encerrados eram chamados pelos habitantes dos povoados próximos.

## Cemitério
O Estado francês entregou o cemitério por 99 anos ao órgão superior das associações judaicas de Baden. Restaurado, foi aberto a 26 de março de 1963. As cidades alemãs de Karlsruhe, Friburgo, Mannheim, Heidelberg, Pforzheim, Constança e Weinheim conservam o cemitério.
Desde 1985 existe no campo um memorial dos combatentes da guerra civil espanhola internados nele, e no cemitério encontram-se enterrados numa separata falecidos deste grupo de internados.
Em 2000, o Volksbund Deutsche Kriegsgräberfürsorge renovou em profundidade o cemitério.

## Cifras de internados no campo de Gurs
| Bascos      | 6 555  |
| Brigadistas | 6 808  |
| Aviadores   | 5 397  |
| Espanhóis   | 5 760  |
| Total       | 24 520 |

| Total | 2.820 |

| Espanhóis            | 3.695  |
| Alemães e austríacos | 9.771  |
| Franceses            | 1.329  |
| Total                | 14.795 |

| Alemães de Baden                | 6 538  |
| Procedentes do campo de Cyprien | 3 870  |
| Espanhóis                       | 1 515  |
| Outros                          | 6 262  |
| Total                           | 18 185 |

| Total | 229 |

| Prisioneiros de guerra alemães         | 310   |
| Espanhóis antifranquistas              | 1 475 |
| Colaboradores com os ocupantes alemães | 1 585 |
| Total                                  | 3 370 |

| Total antes da libertação               | 60 559 |
| Total depois da libertação              | 3 370  |
| Total de pessoas internadas (1939-1945) | 63 929 |